# Юлія Мамея
Ю́лія  Аві́та Маме́я, або Юлія Мамея (*Julia Mamaea, 14 або 29 серпня близько 182 —235) — регентка і мати римського імператора Александра Севера, впливова матрона та політик часів Римської імперії знатного сирійського походження, донька Юлії Мези та Гая Юлія Авіта Алексіана, племінниця імператриці Юлії Домни, імператора Септимія Севера та сестра Юлії Соємії.
Мамею разом з її сином Олександром вбили 235 року повсталі вояки, після чого розпочалася тривала доба солдатських імператорів.

## Біографія
Походила з впливового сирійського роду. Народилася у м. Емеса (сучасний Хомс). Донька Гая Юлія авіта Алексіана та Юлії Мези. Була небогою Юлії Домни, дружини імператора Септимія Севера. Після отримання останнім у 193 році трону, переїздить з матір'ю та сестрою до Рима, де мешкала за часів Септимія Севера та Каракалли в імператорському палаці. Вийшла заміж за Марка Юлія Гессія Марціана, мала від нього сина Марка Бассіана та доньку Теоклію. Після вбивства у 217 році її двоюрідного брата — імператора Каракалли — повернулася разом із родиною до батьківщини.
У 218 році її мати Меза організувала повстання проти імператора Макріна, зуміла домогтися обрання імператором небожа Юлії Мамеї — Геліогабала. Згодом Меза та Мамея, побачивши нездатність імператора керувати, вирішити забезпечити спадкоємство династії Северів. Для цього Геліогабала вони змусили у 221 році всиновити Алексіана, сина Юлії Мамеї.
З цього моменту розпочалася боротьба між Юлією Мамеєю та її сином Алексіаном проти імператора Геліогабала та його матері Юлії Соемії. Вона завершилася у 222 році вбивством останніх.
Після цього сина Мамеї було оголошено імператором під іменем Олександр Север, а Юлія Мамея отримала титул Августи. До 226 року вона правила разом із матір'ю.
У 225 році Мамея оженила імператора на Саллюстії Орбіані. Втім незабаром внаслідок ревнощів Мамеї стосунки між жінками розлагодилися. Мамея побоювалася, що Орбіана зможе мати більший вплив на імператора. Тому вирішила розлучити сина. Проти цього виступив батько Орбіани, Сей Саллюстій, який у 227 році звернувся до преторіанців із закликом повалити імператора. Втім спроба заколота провалилася, Сея страчено, а невістку амея заслала до Африки.
За фактичного правління Мамеї ще більше посилився вплив у имі східних культів, зокрема було дозволено вільно сповідувати християнство. У зовнішній політиці Мамея сповідувала політику укладання миру із зовнішніми ворогами за рахунок сплати значної купи грошей. Тому військові кампанії у 232 році проти Персій, у 234—235 роках проти германських племен були невдалими та витратними. Це викликало зрештою невдоволення легіонерів, які не отримала здобичі та менше стали отримувати подарунків та грошей. Цим скористався Максиміан, який підбурював легіонерів проти Мамеї та її сина. Зрештою у березні 235 року останніх було вбито у військовому таборі в Могонціаку.

## Родина
Чоловік — Марк Юлій Гессій Марціан.
Діти:
- Алексіан, римський імператор у 222—235 роках
- Теоклія